# Ælfflæd (hija de Offa de Mercia)

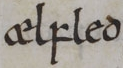
Ælfled de la Crónica Anglosajona.

Ælfflæd era hija de Offa de Mercia y Cynethryth. Podría haber sido testigo en un documento anglosajón con su padre, madre y hermano Ecfrido en los años 770. Se conoce que fue testigo en otro documento en el año 787 con su madre, su padre, su hermano y dos hermanas; en ese documento es descrita como virgo - soltera. Es posible que fuese la hija de Offa cuyo ofrecimiento en matrimonio a Carlos el Joven causó una disputa entre Carlomagno y Offa sobre el 789-790. El 29 de septiembre del año 792 contrajo matrimonio con Ethelred de Northumbria en Catterick. En ese momento es descrita como reina, por lo que algunos historiadores sugieren que había contraído matrimonio previamente con un rey, posiblemente con uno de los predecesores de Ethelred.